# Controvérsia de Valladolid
A Controvérsia de Valladolid (1550–1551), tal como ficou conhecida, foi o primeiro debate moral na história da Europa, que principiou a discussão sobre os direitos humanos e os abusos direcionados às povoações nativas das Américas pelos colonos europeus, na sequência de inúmeras denúncias de maus-tratos pelos missionários Dominicanos. Realizado no Colégio de San Gregorio, na cidade castelhana de Valladolid, foi um debate moral e teológico sobre a conquista das Américas, justificado com a necessidade absoluta de conversão dos povos indígenas ao catolicismo, e especificando sobre as relações entre os colonos europeus e os indígenas do Novo Mundo. Consistiu numa série de pontos de vista opostos, teve como figuras essenciais, o frade Bartolomeu de las Casas, que defendia os ameríndios, e o teólogo Juan Ginés de Sepúlveda, que argumentava que estes eram seres inferiores. Falaram sobre a maneira como os nativos deveriam ser integrados à sociedade espanhola, a sua conversão à religião católica (defendida por ambas partes), se seriam ou não seres racionais possuindo alma, e concluindo em suma, quais os direitos a que poderiam aspirar. Um dos assistentes foi o dominicano Domingo de Soto, que tinha a tarefa de reportar a argumentação dos dois opositores.
A expansão marítima levada a cabo pelas Coroas de Portugal e de Castela nos respetivos territórios, que já eram habitados e foram conquistados, é considerada atualmente um processo unidirecional e assimétrico no qual a América e a sua população indígena foi reduzida. A dicotomia entre selvagem e civilizado, cultura e natureza, entre ciência (sujeito) e o seu objeto, é uma divisão histórica construída pelo ocidente para diferenciar-se do Outro, reafirmando o seu papel de conquistador e o seu destino imperial.
"O encontro [dos europeus com as povoações indígenas] nunca voltará a alcançar tal intensidade, se é essa a palavra a utilizar: o século XVI viu perpetrar-se o maior genocídio da história humana."  

## O contexto
O frade dominicano e bispo de Chiapas, Bartolomeu de las Casas, na altura considerado muito polémico, defendeu que os nativos eram homens livres na sua ordem natural, independentemente das suas práticas de antropofagia e outros costumes semelhantes, merecendo a mesma consideração dos colonizadores. Contrariamente a essa visão encontravam-se vários estudiosos, teólogos e padres, incluindo o humanista Juan Ginés de Sepúlveda, argumentando numa linha aristotélica que a superioridade [do homem branco europeu] garantia a legitimidade de dispor de povoações e seus terrenos, acrescentando que, "o sacrifício humano de inocentes, o canibalismo e outros crimes contra a natureza", praticados pelos índios eram inaceitáveis e deveriam ser suprimidos por qualquer meio possível, incluindo a guerra.
Embora ambos os lados afirmem ter vencido a disputa, não há registos claros que apoiem nenhuma das interpretações. O caso é considerado um dos primeiros exemplos de debates morais sobre colonialismo, direitos humanos dos povos colonizados e relações internacionais. Nos territórios administrados pela Coroa de Castela, serviu para estabelecer Las Casas como o principal, embora polémico, defensor dos índios. Ele e outros contribuíram para a aprovação das Leis Novas de 1542, que limitaram o sistema de Encomienda, mas não extinguiram o comércio de escravos no Atlântico. Não tendo revertido totalmente a situação, as leis conseguiram melhorias consideráveis no tratamento dos índios e consolidaram seus direitos garantidos por leis anteriores. Mais importante ainda, o debate refletiu uma preocupação com a moralidade e a justiça no século XVI que só foi discutido noutras potências coloniais muito tempo depois.

### Antecedentes

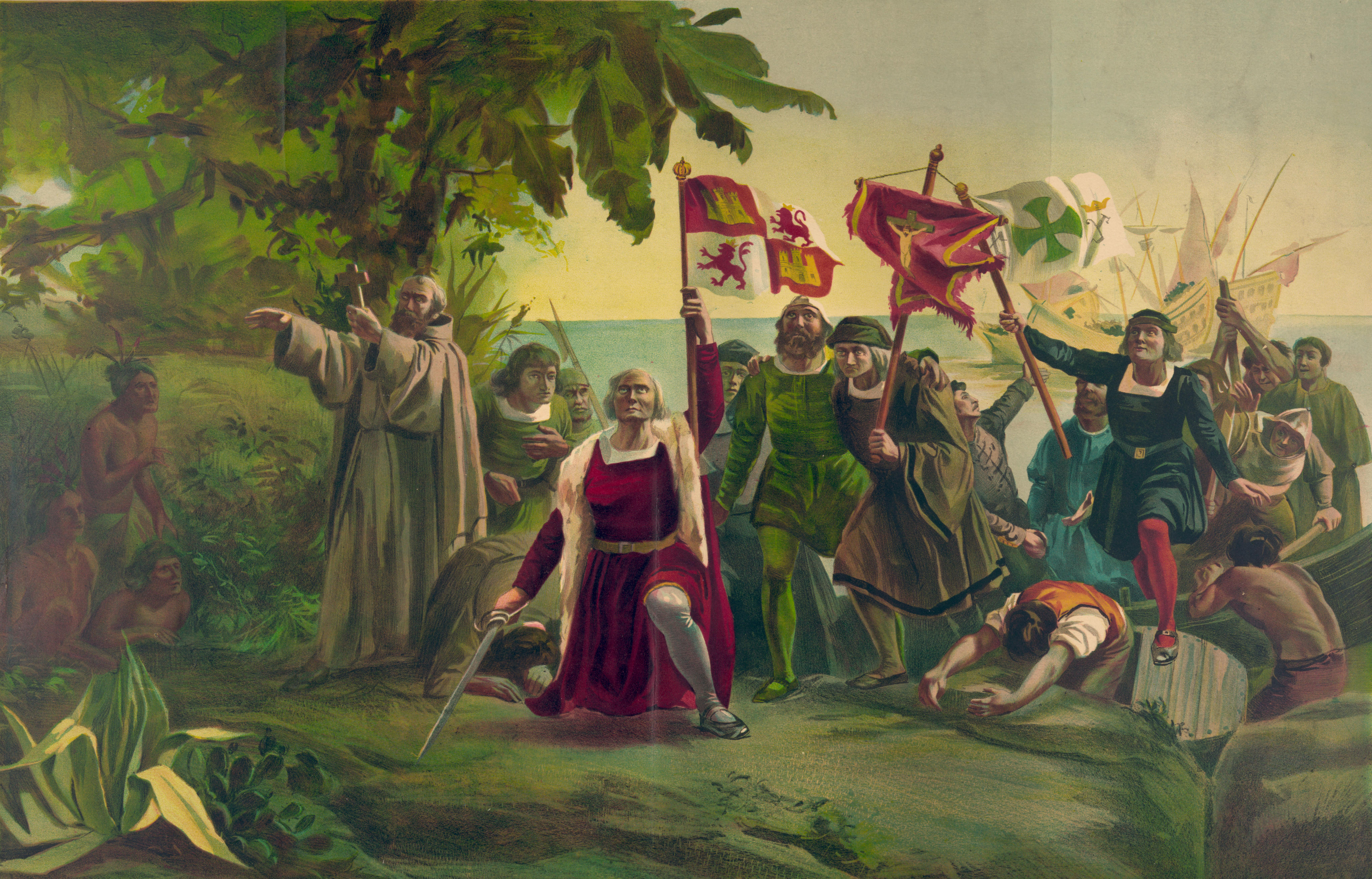
Desembarque de Cristóvão Colombo com o estandarte real da Coroa de Castela e a cruz verde ("bandeira capitana" de Colombo), com o propósito de colonização e evangelização das "terras descobertas".

A colonização e conquista das Américas inspirou um debate intelectual, especialmente a respeito da cristianização compulsiva dos povos indígenas. Bartolomeu de las Casas, um frade dominicano da Escola de Salamanca e membro do crescente movimento humanista cristão, trabalhou durante anos para se opor às conversões forçadas e denunciar o tratamento dado aos nativos nas encomiendas, que era na prática um estilo de escravidão encoberta. O seu esforço em conjunto com outros missionários, influenciaram a bula pontifícia Sublimis Deus de 1537, que estabeleceu o status dos indígenas como seres racionais. Mais significativamente, Las Casas foi fundamental na aprovação das Leis Novas (ou Leis das Índias ) de 1542, que visavam acabar com o sistema de encomienda.
Movido por Las Casas, em 1550 o rei Carlos V do Sacro Império Romano-Germânico, cuja rainha era Isabel de Portugal, ordenou que a expansão militar continuasse, porém, impôs que o assunto fosse investigado. O rei reuniu uma Junta (Júri) de eminentes académicos para ouvir os dois lados e emitir uma decisão sobre a controvérsia. Las Casas representou um lado do debate e a sua posição encontrou, nesta altura o apoio da Monarquia Católica, que queria controlar o poder dos encomenderos. Do outro lado estava Juan Ginés de Sepúlveda, cujos argumentos serviram de apoio a colonos e proprietários de terras beneficiados pelo sistema.

## O debate
Embora Las Casas tentasse reforçar sua posição contando suas experiências com os maus tratos aos índios pelo sistema de Encomienda, o debate permaneceu em bases amplamente teóricas. Sepúlveda adotou uma abordagem mais secular do que Las Casas, baseando os seus argumentos amplamente em Aristóteles e na tradição humanista para afirmar que alguns índios estavam sujeitos à escravidão devido à sua incapacidade de se governarem a si próprios, e poderiam ser subjugados pela guerra se necessário. Las Casas objetou, argumentando que a definição de Aristóteles de bárbaro e escravo natural não se aplicava aos nativos, os quais eram totalmente capazes de raciocinar e deveriam ser trazidos ao cristianismo sem força ou coerção.
Sepúlveda apresentou muitos dos argumentos de seu diálogo em latim, os democratas alter sive de justi belli causis, para afirmar que as tradições bárbaras de certos índios justificavam a guerra contra eles. Os povos civilizados, segundo Sepúlveda, eram obrigados a punir práticas perversas como idolatria, sodomia e canibalismo, sendo as guerras travadas "para desenraizar crimes que ofendem a natureza".
Sepúlveda apresentou quatro justificativas principais para a guerra justa contra os "índios". Em primeiro lugar, a sua condição natural considerava-os incapazes de governar a si mesmos, e era responsabilidade dos colonizadores atuar como mestres. Em segundo lugar, os colonizadores tinham o direito de prevenir o canibalismo como um crime contra a natureza. Terceiro, o mesmo acontecia com o sacrifício humano. Quarto, era obrigatório converter "os índios" ao Cristianismo.
Las Casas estava preparado para parte do discurso de seu oponente, já que ele, ao ouvir sobre a existência do Democrates Alter de Sepúlveda, escreveu no final dos anos 1540, sua própria obra em latim, a Apologia, que visava desmascarar os argumentos teológicos de seu oponente argumentando que a definição de "bárbaro" e "escravo natural" de Aristóteles não se aplicava aos povos nativos, que eram plenamente capazes de raciocinar e deveriam ser trazidos ao cristianismo sem força.
Las Casas destacou que todo indivíduo é obrigado pelo direito internacional a impedir que inocentes sejam tratados injustamente. Ele também citou Santo Agostinho e São João Crisóstomo, os quais se opuseram ao uso da força para trazer outros à fé cristã. O sacrifício humano era errado, mas seria melhor evitar a guerra por todos os meios possíveis.
Os argumentos apresentados por Las Casas e Sepúlveda à Junta de Valladolid permaneceram abstratos, e ambas partes argumentaram que as suas teorias opostas se baseavam em autoridades teóricas semelhantes, senão as mesmas, que foram interpretadas de acordo com as suas diferentes razões. 

## Conclusões
No final, ambas as partes declararam que haviam vencido o debate, mas nenhuma obteve na totalidade o resultado desejado. Las Casas não viu o fim das guerras de conquista no Novo Mundo, e Sepúlveda não viu as restrições das Leis Novas ao poder do sistema de encomienda serem derrubadas. O debate cimentou a posição de Las Casas como o principal defensor dos povos nativos no Império Espanhol  e enfraqueceu ainda mais o sistema de encomienda. No entanto, isso não alterou substancialmente o tratamento dado aos índios pelos colonizadores.
Tanto Sepúlveda quanto las Casas mantiveram suas posições muito depois do fim do debate, mas suas reivindicações tornaram-se menos consequentes quando a presença colonizadora no Novo Mundo se tornou permanente.
Os argumentos de Sepúlveda contribuíram para a política de “guerra de fogo e sangue” que o Terceiro Conselho Provincial do México implementou em 1585 durante a Guerra de Chichimecas. De acordo com Lewis Hanke, enquanto Juan Ginés de Sepúlveda se tornou o herói dos conquistadores, seu sucesso durou pouco e suas obras nunca mais foram republicadas durante a sua vida.
As ideias de Bartolomeu de las Casas tiveram um impacto mais duradouro nas decisões do rei Filipe II de Espanha e I de Portugal, bem como na história e nos direitos humanos. As críticas de Las Casas ao sistema de encomienda contribuíram para sua substituição por reduções. Os seus testemunhos sobre a natureza pacífica dos nativos americanos também encorajaram políticas não violentas em relação às conversões religiosas dos nativos no Vice-Reino da Nova Espanha e no Peru. Também ajudou a convencer mais missionários a irem às Américas para estudar os povos indígenas, como Bernardino de Sahagún, que aprendeu as línguas nativas para descobrir mais sobre suas culturas e civilizações.
O impacto da doutrina de Las Casas também foi limitado. Em 1550, o rei ordenou que a conquista cessasse, porque o debate em Valladolid era para decidir se a guerra era justa ou não. As ordens não foram praticamente respeitadas, e conquistadores como Pedro de Valdivia iniciaram a guerra no Chile durante a primeira metade da década de 1550. A expansão pela conquista no Novo Mundo foi permitida novamente em maio de 1556, e uma década depois, iniciou-se a conquista asiática das Filipinas.

### Comércio transatlântico de humanos escravizados
Após o debate em Valladolid e o estabelecimento de novas leis protegendo os nativos americanos da escravidão, o comércio de escravos no Atlântico, que era monopólio do Reino de Portugal, aumentou significativamente. Historiadores como Sylvia Wynter argumentaram que, por meio da defesa dos nativos americanos por Las Casas, ele encorajou num primeiro momento o uso de escravos africanos para trabalho no Novo Mundo (faz duas petições ao Rei nesse sentido em 1531 e 1543), apesar de ter recuado nesta posição mais tarde. Bartolomeu de las Casas expressou o seu pesar por não estar mais ciente da injustiça com que os portugueses tomaram e escravizaram africanos. Após visitar Lisboa em 1547 explicou que havia sido descuidado ao acreditar que os africanos eram escravizados por direito de guerra e declarou que o tratamento dado a estes escravos era tão injusto e desumano quanto o tratamento aplicado aos Povos ameríndios.

### A Lenda Negra
Na publicação "Brevísima relación de la destrucción de las Indias" (1552), a crítica de Las Casas às forças militares espanholas no Novo Mundo foi um dos pontos de partida da Lenda negra da colonização espanhola. A Lenda negra foi uma tendência historiográfica anticatólica anti-hispânica que pintou uma imagem altamente negativa da colonização espanhola. Este texto tornou-se muito popular na União de Utreque e no Reino Unido, onde foi usado para apresentar a Espanha como um país atrasado e obscurantista. Traduções da obra de Las Casas foram posteriormente confiscadas pelo Conselho das Índias em resposta ao seu uso como propaganda anti-espanhola. Mas o facto de que o debate em Valladolid ocorreu demonstra preocupação  com as consequências éticas de suas conquistas, muitas vezes mais do que as forças invasoras na América do Norte, onde o extermínio dos Povos nativos dos Estados Unidos foi publicamente aceite até muito mais tarde.

### Ecos no Império Colonial Português
Manuel da Nóbrega, fundador das missões jesuítas ao Novo Mundo, levou a cabo um debate jurídico em 1567 com Quirício Caxa, professor de Casos de Consciência no Colégio Jesuíta da Bahia, argumentando o último a favor da validez da escravidão voluntária dos indígenas. Nóbrega nesta altura já faz notar a sua insatisfação com o tratamento violento dos colonos portugueses contra os nativos. Também Frei Odúlio Van der Vat escreve sobre a "escravidão voluntária" dos povos indígenas na mesma época: 
Nesta terra , todos, ou a maior parte dos homens, têm a consciência pesada por causa dos escravos que possuem contra a razão, além de que muitos que eram resgatados aos pais não se isentam, mas ao contrário ficam escravos pela astúcia que empregam com eles, e por isso poucos há que possam ser absolvidos, não querendo abster-se de tal pecado nem de vender um a outro, posto que nisto muito os repreendo, dizendo que o pai não pode vender o filho, salvo em extrema necessidade, como permitem as leis imperiais. E nesta opinião tenho contra mim o povo e também os confessores daqui. 

### Receção moderna
Nos últimos anos, o debate sobre Valladolid tem-se destacado pelo seu papel, embora marginal, na concepção da política internacional no século XVI. Os argumentos éticos de Las Casas oferecem uma reflexão sobre a questão da jurisdição, perguntando se a lei pode ser aplicada internacionalmente, especialmente nos chamados 'estados rebeldes'.
O debate também é importante para a teoria contemporânea da "guerra justa", já que os estudiosos pretendem expandir o jus ad bellum nos estudos de guerra.

### Reflexo nas Artes
Em 1938, foi publicada a história do escritor alemão Reinhold Schneider "Las Casas e Carlos V" (Las Casas vor Karl V., no original em língua alemã), cuja publicação foi banida pelas autoridades da Alemanha Nazi.
Em 1992, o debate sobre Valladolid se tornou uma fonte de inspiração para Jean-Claude Carrière, que publicou o romance La Controverse de Valladolid ( Disputa em Valladolid ). O romance foi filmado para a televisão com o mesmo nome. O diretor - Jean-Danielle Veren, Jean-Pierre Marielle interpretou Las Casas, Jean-Louis Trintignant atuou como Sepúlveda. O drama foi encenado em Lisboa, pela companhia de Teatro da Comuna em 2013, e em Spokane (Washington), em janeiro de 2019.